# Prey (игра, 2017)
Prey (англ. prey — рус. добыча, жертва) — научно-фантастическая компьютерная игра в жанре шутер от первого лица и immersive sim для платформ Microsoft Windows, PlayStation 4 и Xbox One. Выход игры состоялся 5 мая 2017 года. Prey идейно связана с одноимённой игрой 2006 года, но не является её прямым продолжением и не имеет связи с отменённой в 2014 году игрой Prey 2.
Действие игры происходит на вымышленной космической станции «Талос-1», находящейся в первой точке Лагранжа на орбите вокруг системы Земля-Луна. Игрок управляет героем-одиночкой по имени Морган Ю, пытающимся спастись с захваченной инопланетянами-«тифонами» станции. Prey построена нелинейно, в духе метроидваний — игрок постепенно получает доступ к ранее недоступным отсекам станции, находя ключи и новые способности.

## Игровой процесс
Prey в версии от Arkane получил некоторые элементы ролевых игр: игрок может выбрать пол главного героя, а решения влияют на сюжет игры. Чтобы выжить и победить пришельцев, игрок может изучать инопланетные способности (например, маскироваться под обстановку), искать ресурсы и оружие. Согласно заявлению творческого директора Рафаэля Колантонио, станция выполнена целостной вместо разбиения на отдельные уровни и задания, иногда требуя возврата в ранее обследованные зоны. Также игрок может выйти в космос в условиях отсутствия гравитации, чтобы получить доступ к закрытым частям станции. Игра имеет несколько концовок в зависимости от степени взаимодействия игрока с выжившими, способностями и станцией.

## Сюжет
Сама игра разворачивается в альтернативной реальности, в которой президент США Джон Кеннеди выжил после покушения в 1963 году и активно финансировал космические программы, а Советский Союз так и не распался. В 1958 году СССР запускает на орбиту спутник «Ворон 1», с которым вскоре пропадает связь. Притянутые человеческой активностью в космосе, силы расы пришельцев, названные тифонами, атаковали советских космонавтов, которые прибыли расследовать причины поломки Ворона. США и СССР объединяются в бою против тифонов и вместе строят станцию «Клетка» на орбите Луны, на которой изучают пойманных пришельцев. Вскоре США получают полный контроль над станцией. После инцидента между учёными станции и тифонами станцию закрывают.
В 2030 году заброшенную станцию выкупает у правительства США транснациональная компания TranStar, которая в короткие сроки строит на основе Ворона новую станцию — «Талос-1». На самой станции вновь стали изучать таинственную расу тифонов. Вскоре были открыты нейромодификаторы, или нейромоды. Они позволяли человеку совершать такие действия, которые он раньше не мог совершать: играть на пианино, словно профессиональный музыкант; бегать со скоростью самых быстрых людей на Земле; обыгрывать в шахматы суперкомпьютеры. Однако при извлечении нейромодов человек терял не только обретённые способности, но и память в промежутке между установкой и удалением нейромода.
Люди не остановились на этом: TranStar желали перенять способности тифонов, но для этого нужен был доброволец, который бы тестировал на себе нейромоды, а потом удалял их. Этим добровольцем в 2032 году стал Морган Ю — главный герой Prey. Постоянные эксперименты привели к нестабильности личности: сегодня он во всём поддерживает идею экспериментов, завтра — желает уничтожить всю станцию вместе со всеми записями этих же экспериментов. Всё это продолжалось почти 3 года.
В 2035 году произошло нарушение условий содержания тифонов: один из инженеров, Тревор Янг, оказался рядом с тифоном, способным контролировать разум, без соответствующей защиты. Под контролем Телепата Тревор разрушил одну из клеток, где находились мимики — низшие представители расы. Они в считанные часы разбежались по всей станции и стали плодиться, постепенно эволюционируя в более развитых существ.
Примерно в это же время начинает свою работу робот-оператор Январь. Он меняет нейромоды Моргана на бутафорские, дабы тот после извлечения не потерял память. После проведения очередных тестов на Моргане мимик убивает одного из учёных. Героя усыпляют и удаляют нейромоды. Через некоторое время Морган приходит в себя и обнаруживает, что на станции практически все погибли. С ним выходит на связь Январь и говорит, что они вместе должны уничтожить всю станцию, дабы тифоны не попали на Землю.

## Разработка
Спустя два года после отмены разработки Prey 2 компания Bethesda официально объявила о планах перезапуска Prey. На пресс-конференции E3 стало известно, что работу над новой игрой возглавит генеральный директор Arkane Studios Рафаэль Колантонио и его команда. В планах Колантонио было создание игры, непохожей на оригинальную версию Prey и без каких-либо заимствований наработок Prey 2.
Замысел сюжета Prey возник у Колантонио во время путешествия на самолёте. В течение года разработчики продумывали концепцию альтернативной истории в игре, структуру и дизайн уровней, предысторию основного сюжета, постоянно совершенствуя синопсис. За помощью в создании квестов и персонажей Колантонио обратился к геймдизайнеру Крису Авеллону, который принял активное участие в работе над проектом.
Концепция игры во многом была связана с идеей так называемого «мега-подземелья». Большое, взаимосвязанное подземелье, которое игрок мог свободно исследовать, разработчики вписали в антураж космической станции, заполненной враждебными инопланетянами. Перед создателями игры не стояла цель придумать головоломки с единственно верным вариантом решения. Предполагалось, что мир игры будет живой и динамичный, а для каждой задачи найдётся множество путей решения.
В одном из интервью ведущий дизайнер Prey Рикардо Баре отметил, что в игре нет загрузки новых уровней с описанием предстоящей миссии. Игрок просто перемещается по «открытой» космической станции, которая всё время изменяется. Prey использует игровой движок CryEngine (4-го поколения) разработки Crytek, который впервые был представлен в 2013 году и с тех пор постоянно дорабатывался. Над саундтреком игры работал Мик Гордон.

## Отзывы и продажи
| Сводный рейтинг       | Сводный рейтинг                                 |
| Агрегатор             | Оценка                                          |
| --------------------- | ----------------------------------------------- |
| GameRankings          | - (PC) 79,84 % - (PS4) 77,17 % - (XONE) 85,29 % |
| Metacritic            | (PC) 82/100 (PS4) 79/100 (XONE) 84/100          |
| OpenCritic            | 81/100                                          |
| «Критиканство»        | 87/100                                          |
| Иноязычные издания    |                                                 |
| Издание               | Оценка                                          |
| 4Players              | 9/10                                            |
| Destructoid           | 8/10                                            |
| EGM                   | 8/10                                            |
| Eurogamer             | «Рекомендовано»                                 |
| Game Informer         | 8,25/10                                         |
| GameRevolution        | [ 22 ]                                          |
| GameSpot              | 6/10                                            |
| GamesRadar+           | [ 23 ]                                          |
| GameStar              | 85/100                                          |
| Hardcore Gamer        | 3,5/5                                           |
| IGN                   | 8/10                                            |
| Jeuxvideo.com         | 16/20                                           |
| PC Gamer (US)         | 79/100                                          |
| Polygon               | 8,5/10                                          |
| Push Square           | 8/10                                            |
| The Daily Telegraph   | [ 31 ]                                          |
| The Guardian          | [ 32 ]                                          |
| USgamer               | 4/5                                             |
| VideoGamer            | 8/10                                            |
| Русскоязычные издания |                                                 |
| Издание               | Оценка                                          |
| 3DNews                | 8/10                                            |
| GameMAG.ru            | 7/10                                            |
| PlayGround.ru         | 9,8/10                                          |
| Riot Pixels           | 90 %                                            |
| StopGame.ru           | «Изумительно»                                   |
| «Игромания»           | 9/10                                            |
| «Игры Mail.ru»        | 8,5/10                                          |
| «Канобу»              | 8/10                                            |
| «НИМ»                 | 8/10                                            |

Согласно статистике сервиса SteamSpy на 2 ноября 2017 года, было продано 483 тыс. копий. Летом 2018 года, благодаря уязвимости в защите Steam Web API, стало известно, что точное количество пользователей сервиса Steam, которые играли в игру хотя бы один раз, составляет 704 179 человек.
В 2018 году Prey заняла третье место в номинации «Стелс года 2017» российского издательства «Игромания», а также была объявлена игрой года-2017 русскоязычным сайтом PlayGround.ru. В 2024 году PC Gamer опубликовал топ-100 ПК-игр, где Prey заняла 42 место.